# Talia Castellano
Talia Joy Castellano (Orlando, 18 augustus 1999 – Orlando, 16 juli 2013), ook kortweg Talia Castellano genoemd, was een internetberoemdheid, vooral bekend door haar YouTube-account TaliaJoy18 waarop ze vooral make-uptutorials plaatste.

## Biografie
Talia werd geboren op 18 augustus 1999, in Orlando in een gescheiden gezin. Ze was de dochter van Desiree Castellano, waarmee ze samen in Florida woonde en van Marc Winthrop, haar vader die in New York woont.
Op zevenjarige leeftijd kreeg Talia plotseling koorts en buikpijn. Ze werd hiervoor doorverwezen naar een ziekenhuis om een röntgenfoto te laten maken. De diagnose gebeurde op 14 februari 2007. Ze had een neuroblastoom, een zeldzame vaste tumor die bij kinderen voorkomt. Ze onderging verschillende behandelingen, waarna ze van kanker genezen werd verklaard, maar in de volgende zes jaar werd ze drie keer opnieuw met kanker gediagnosticeerd. Toen Talia voor de eerste keer werd gediagnosticeerd, kwam ze in contact met Tammy DeLaRosa, waardoor ze de wereld van de make-up begon te verkennen. Op 27 augustus 2011 uploadde ze haar eerste make-up tutorial Crazy Eyeliner op YouTube. Deze kreeg maar liefst 30.000 kijkers. Talia was sterk tegenover haar kanker, dit bewees ze met haar uitspraak: When it's my turn to go, I'll be okay with that.
In september 2012 was ze te gast in The Ellen DeGeneres Show, waar ze te horen kreeg dat ze was uitverkoren om een van de gezichten van het cosmeticamerk CoverGirl te worden. Ze verscheen in advertenties van het merk met haar eigen motto 'Make-up is my wig'. Nog geen jaar later, op 16 juli 2013, overleed Talia op 13-jarige leeftijd in het Arnold Palmer Hospital in Orlando.